# هند بنت الخس
هند بنت الخس بن حابس بن قريط الإيادية ولقبها الزرقاء هي فصيحة جاهلية كانت ترد سوق عكاظ ولها أخبار فيه. قال الجاحظ في وصفها: «من أهل الدهاء والنكراء، واللسن واللقن، والجواب العجيب، والكلام الصحيح، والأمثال السائرة، والمخارج العجيبة». ويقال في اسم أبيها: الخس، والخص، والخسف، والأخس. وقال البغدادي: «هي جاهلية قديمة، أدركت القلمس أحد حكام العرب في الجاهلية، وتحاكمت هي وأختها خمعة إليه في كلام لهما، ومدحته بأبيات، وبعض الرواة يزعم أنها ماتت في زمن النعمان عند هند ابنته، وليس الأمر كذلك» قلت: و «خمعة» التي عرفها بأختها، سماها صاحب الأغاني «جمعة بنت حابس بن مليل» واكتفى الجاحظ والفيروزآبادي بجمعة بنت حابس. وحقق محمود شكري الآلوسي اسمها بالخاء.
قال محمد بن زياد الأعرابي أبو عبد الله وافت جمعة وهند بنتا الخس عكاظ في الجاهلية فاجتمعتا عند القلمس الكناني فقال لهما أني سائلكما لا علم أيكما أبسط وأظهر بياناً وأحسن للصفة إتقاناً قالتا سلنا عما بدا لك فستجد عندنا عقولاً ذكية وألسنة قوية وصفة جلية قال القلمس أي الإبل أحب إليك يا جمعة قالت أحب كل قراسية دوسر ملاحك الخلق عشنزر ململم مثل ملمومة المرمر ذي شقشقة مفرفر مصعب الون مدلى المشفر قال القلمس كيف تسمعين يا هند قالت نعم الجمل هذا في الشقة البعيدة والمسافة الشديدة وفي السباسب الجديبة وغيره أحب إليّ قال فقولي فقالت أحب كل ذي كاهل رفيع ملزز الخلق جميع محتمل ضليع يقل الرغاء ويعتسف البيداء وينهض بالأعباء قال القلمس كلتاكما محسنة فأي ذكور الإبل أبغض إليك يا جمعة قالت أبغض القصير القامة الصغير الهامة السريع السآمة الأجب الظهر كالنعامة قال القلمس كيف تسمعين يا هند قالت وصفت جملاً غير فحل ولا نجيب ولا شهم ولا صليب ولا رايع ولا عجيب وغيره أبغض إليّ منه قال فقولي قالت أبغض الضعيف المضطرب الذي كل حمل عليه تعب قال القلمس كلتاكما محسنة فأي النوق أحب إليك يا جمعة قالت أحب كل ناقة علكوم علنداة كتوم مثل الجمل الحجوم العظيم العيهوم يخلط بين الشد والرسيم في تيه المهامة والديموم قال القلمس كيف تسمعين يا هند قالت هذه صفة ناقة صاحبها خليق إن لا يهمه سفر ولا يسبقه خبر ولا يهوله خطر ولا يفوته ظفر وغيرها أحب إليّ منها قال فقولي قالت أحبها ضخمة مثل الجوسق شدقها مثل شدق النقنق مدمج خلقها موثق كثيرة الهباب ناحية الذهاب وشيكة الإياب قال القلمس كلتاكما محسنة فأي ذكور الخيل أحب إليك يا جمعة قالت أحب المنسوب جده الأسيل خده السريع شده الطويل مده الشديد هده الجميل قده قال القلمس كيف تسمعين يا هند قالت هذا فرس خليق إن طلب لم يلحق وإن جوري لم يسبق وإن يوهي لم يفق وغيره أحب إليّ منه قال فقولي قالت أحب الوثيق الخلق الكريم العرق الكثير السبق الشديد الذلق يمر من البرق قال كلتاكما محسنة فأي إناث الخيل أحب إليك يا جمعة قالت أحب كل حيية الفؤاد سبوح جواد سلسة القياد شديدة الاعتماد في الدفع والاشتداد ذات هباب وثماد قال القلمس كيف تسمعين يا هند قالت هذه فرس صاحبها خليق أن لا يفوته أمر ولا يهوله ذعر إذا شاء كر وإذا هاب فر وغيرها أحب إليّ منها قال فقولي قالت أحب الشديد أسرها البعيد صبرها القليل فترها الجميل قدرها السريع مرها المخوف كرّها قال القلمس كلتاكما محسنة فأي ذكور الخيل أبغض إليك يا جمعة قالت أبغض كل بليد وارم الوريد ذا وكال شديد لا ينجيك هارباً ولا تظفر به طالباً ولا يسرك شاهداً ولا غائباً قال القلمس كيف تسمعين يا هند قالت هذا فرس إمساكه بلاء وعلاجه عناء وركوبه شقاء وغيره أبغض إليّ منه قال فقولي قالت أبغض السريع البهر البطيء الحصر السكيت الطفر قال القلمس كلتاكما محسنة فأي المعزى أحب إليك يا جمعة قالت أحب ذات الزنمتين المنفوخة الجنبين المذكرة القرنين الدقيقة الطبيين تروي الولدين وتشبع أهل البيتين قال القلمس كيف تسمعين يا هند قالت هذه عنز رجل خليق إن تمتلئ أوطابه ويدوم شرابه ويخصب أصحابه وغيرها أحب إليّ منها قال فقولي قالت أحب ذات الضرع العريض ثقيل في الربيض مترع يفيض ليس بمنزوف ولا مغيض قال كلتاكما محسنة فأي السحاب أحسن في عينك يا جمعة قالت أحب كل ركام ملتف أسحم رجاف مسف يكاد يمسه من قام بالكف قال كيف تسمعين يا هند قالت وصفت سحاباً مسترخي العزالي كثير التهاطل غزير السجال وغيره أحب إليّ منه قال فقولي قالت أحب كل صبير دلاح مثعنجر نضاح متجاوب النواحي كأن برقه ضوء مصباح قال القلمس كلتاكما محسنة فأي النساء أحب إليك يا جمعة قالت أحب الغريرة العذراء الرعبوبة العيطاء الممكورة اللفاء ذات الجمال والبهاء والستر والحياء البضة الرخصة كأنها فضة بيضاء قال كيف تسمعين يا هند قالت وصفت جارية هي حاجة الفتى ونهية الرضاء وغيرها أحب إليّ منها قال فقولي قالت أحب كل مشبعة الخلخال ذات شكل ودلال وظرف وبهاء وجمال قال القلمس كلتاكما محسنة فأي النساء أبغض إليك يا جمعة قالت أبغض كل سلفع بذية جاهلة غبية حريصة دنية غير كريمة ولا سرية ولا ستيرة ولا حييه قال كيف تسمعين يا هند قالت وصفت امرأة صاحبها.